# David Williams (musicien)
Pour les articles homonymes, voir Williams et David Williams.
David Williams (né le 14 juin 1986 à Shrewsbury) était un membre du groupe anglais de pop punk Son of Dork, avec James Bourne, Chris Leonard, Danny Hall et Steve Rushton. Après avoir vécu à Shrewsbury, il passe sa jeunesse à Abertillery, Pays de Galles. 

## Source
- (en) Cet article est partiellement ou en totalité issu de l’article de Wikipédia en anglais intitulé « David Williams (Son of Dork) » (voir la liste des auteurs).